# Stefan de Bod
Stefan de Bod (né le 17 novembre 1996 à Stellenbosch) est un coureur cycliste sud-africain.

## Biographie
Présent sur le Tour d'Italie 2023, de Bod, qui a été blessé à la suite d'une chute et dont la plaie s'est infectée, est non-partant lors de la quatorzième étape.

## Palmarès sur route

### Par année
- 2014
  -  Champion d'Afrique du Sud sur route juniors
  - 3e du championnat d'Afrique du Sud du contre-la-montre juniors
- 2015
  - 94.7 Cycle Challenge
  - 2e du championnat d'Afrique du Sud sur route espoirs
- 2016
  -  Champion d'Afrique du Sud sur route espoirs
  -  Champion d'Afrique du Sud du contre-la-montre espoirs
  - Tour de Bonne-Espérance :
    - Classement général
    - 2e étape (contre-la-montre)

  - 2e du championnat d'Afrique du Sud sur route
- 2017
  -  Champion d'Afrique du contre-la-montre espoirs
  -  Champion d'Afrique du Sud sur route espoirs
  -  Champion d'Afrique du Sud du contre-la-montre espoirs
  - 2e (contre-la-montre) et 5e étapes du Tour de Bonne-Espérance
  -  Médaillé d'argent du championnat d'Afrique du contre-la-montre
- 2018
  -  Champion d'Afrique du Sud du contre-la-montre espoirs
  - Classement général du Tour de Bonne-Espérance
  - Strade Bianche di Romagna
  - Gran Premio Palio del Recioto
  - 2e du Trofeo Alcide Degasperi
  - 8e du  championnat du monde du contre-la-montre espoirs
- 2019
  -  Champion d'Afrique du contre-la-montre
  - 2e du championnat d'Afrique du Sud du contre-la-montre
  - 3e du championnat d'Afrique du Sud sur route
  - 3e du Tour d'Autriche
- 2020
  - 2e du championnat d'Afrique du Sud du contre-la-montre
- 2023
  -  Champion d'Afrique du Sud du contre-la-montre
- 2025
  - Tour de PPA
  - Grand Prix Syedra Ancient City
  - Tour de Mersin : 
    - Classement général
    - 3e étape

  - 2e du championnat d'Afrique du Sud du contre-la-montre

### Résultats sur les grands tours

#### Tour de France
1 participation
- 2021 : hors délais (9e étape)

#### Tour d'Italie
2 participations
- 2023 : non-partant (14e étape)
- 2024 : 80e

#### Tour d'Espagne
1 participation
- 2020 : 94e

### Classements mondiaux
| Année                                 | 2015 | 2016 | 2017 | 2018 | 2019 | 2020 | 2021 | 2022 | 2023 | 2024  |
| ------------------------------------- | ---- | ---- | ---- | ---- | ---- | ---- | ---- | ---- | ---- | ----- |
| Classement mondial                    |      | 849e | 567e | 758e | 336e | 740e | 433e | 306e | 465e | 1233e |
| UCI Europe Tour                       | nc   | nc   | nc   | 633e |      |      |      |      |      |       |
| UCI Asia Tour                         | nc   | 327e | nc   | nc   |      |      |      |      |      |       |
| UCI Africa Tour                       | 86e  | 48e  | 16e  | 261e | 10e  | 25e  | 13e  | 8e   | 17e  | 90e   |
|                                       |      |      |      |      |      |      |      |      |      |       |
| Légende : nc = non classéSource : UCI |      |      |      |      |      |      |      |      |      |       |

## Palmarès sur piste

### Championnats d'Afrique
- Pietermaritzburg 2015
  -  Champion d'Afrique de poursuite par équipes (avec Morne van Niekerk, Hendrik Kruger et Kellan Gouveris)
  -  Médaillé de bronze de la poursuite

### Championnats nationaux
- 2014
  -  Champion d'Afrique du Sud de poursuite juniors
  -  Champion d'Afrique du Sud du scratch juniors